# Middle of Nowhere (Album)
Middle of Nowhere ist das Debütalbum der US-amerikanischen Band Hanson aus dem Jahr 1997.

## Entstehung und Veröffentlichung
Die erstveröffentlichung von Middle of Nowhere erfolgte am 6. Mai 1997 bei Mercury Records. Das Album erschien in seiner Standardversion als CD mit 13 Titeln (Katalognummer: 534 615-2). Am gleichen Tag erschien auch eine Deluxeversion mit vier Bonustiteln (Katalognummer: 536 887-2). Im Mai 2007, zehn Jahre nach dem Erscheinen von Middle of Nowhere, nahmen Hanson die Lieder des Albums bei zwei Konzerten als Akustikversionen neu auf. Sie veröffentlichten Middle of Nowhere Acoustic im Dezember desselben Jahres, vertrieben das Album jedoch nur über ihre Internetseite. Auf Middle of Nowhere Acoustic fehlen die Songs Thinking of You, Speechless und With You In Your Dreams.
Geschrieben wurden die Lieder von der Band selbst, wobei sie bei neun Titeln Unterstützung von wechselnden Koautoren erhielten. Für die Produktion zeichnete Stephen Lironi verantwortlich. Einzig MMMBop und Thinking of You wurden von den Dust Brothers (John King und Mike Simpson) produziert.
Zum Veröffentlichungszeitpunkt waren die Brüder Isaac, Taylor und Zac Hanson 16, 14 und 11 Jahre alt. Dies führte gelegentlich zu Vergleichen mit den Jackson 5. Anders als die Jackson 5 spielten Hanson auf der Bühne jedoch ihre Instrumente selbst, wenngleich sie im Studio von einer ganzen Reihe Studiomusikern unterstützt wurden.
Mercury Records unterfütterten die Veröffentlichung des Albums mit einer großen PR-Kampagne. Für das Musikvideo zu MMMBop wurde Tamara Davis engagiert, die bereits mit Sonic Youth und Luscious Jackson zusammengearbeitet hatte.

## Stil
Nach den beiden im Selbstvertrieb herausgebrachten Alben Boomerang und MMMBop ist Middle of Nowhere das erste professionell produzierte Album der Band. Es ist geprägt von eingängigen Popmelodien mit Anklängen klassischer Motown-Rhythmen, Soul und Rock.

## Titelliste
1. Thinking of You – 3:13 (I. Hanson / T. Hanson / Z. Hanson)
2. MMMBop – 4:27 (I. Hanson / T. Hanson / Z. Hanson)
3. Weird – 4:02 (I. Hanson / T. Hanson / Z. Hanson / D. Child)
4. Speechless – 4:20 (I. Hanson / T. Hanson / Z. Hanson/S.Lironi)
5. Where’s The Love – 4:12 (I. Hanson / T. Hanson / Z. Hanson / M. Hudson / S. Salover)
6. Yearbook – 5:29 (I. Hanson / T. Hanson / Z. Hanson / E. Shipley)
7. Look at You – 4:28 (I. Hanson / T. Hanson / Z. Hanson / S. Lironi)
8. Lucy – 3:35 (I. Hanson / T. Hanson / Z. Hanson / M. Hudson)
9. I Will Come to You – 4:11 (I. Hanson / T. Hanson / Z. Hanson / B. Mann / C. Weil)
10. A Minute Without You – 3:55 (I. Hanson / T. Hanson / Z. Hanson / M. Hudson)
11. Madeline – 4:13 (I. Hanson / T. Hanson / Z. Hanson / C. Magness)
12. With You in Your Dreams – 3:53 (I. Hanson / T. Hanson / Z. Hanson)
13. Man from Milwaukee – 3:38 (I. Hanson / T. Hanson / Z. Hanson)

Zwischen With You in Your Dreams und dem Bonustitel Man from Milwaukee befinden sich acht dreisekündige Titel ohne Ton.

## Singleauskopplungen
Die Single MMMBop erreichte in 27 Ländern Platz eins der Charts. In Deutschland, Österreich und der Schweiz wurden anschließend Where’s the Love und I Will Come To You ausgekoppelt, die jedoch den ganz großen Erfolg von MMMBop nicht wiederholen konnten.
Im Vereinigten Königreich wurden zusätzlich zwei weitere Singles veröffentlicht: Weird und Thinking of You. In den Vereinigten Staaten dagegen war die zweite Singleauskopplung I Will Come to You auch die letzte.
Singles in den Charts

| Jahr | Titel              | Höchstplatzierung, Gesamtwochen, AuszeichnungChartplatzierungen (Jahr, Titel, , Platzierungen, Wochen, Auszeichnungen, Anmerkungen) | Höchstplatzierung, Gesamtwochen, AuszeichnungChartplatzierungen (Jahr, Titel, , Platzierungen, Wochen, Auszeichnungen, Anmerkungen) | Höchstplatzierung, Gesamtwochen, AuszeichnungChartplatzierungen (Jahr, Titel, , Platzierungen, Wochen, Auszeichnungen, Anmerkungen) | Höchstplatzierung, Gesamtwochen, AuszeichnungChartplatzierungen (Jahr, Titel, , Platzierungen, Wochen, Auszeichnungen, Anmerkungen) | Höchstplatzierung, Gesamtwochen, AuszeichnungChartplatzierungen (Jahr, Titel, , Platzierungen, Wochen, Auszeichnungen, Anmerkungen) | Anmerkungen                          |
| Jahr | Titel              | DE | AT | CH | UK | US | Anmerkungen                          |
| ---- | ------------------ | --- | --- | --- | --- | --- | ------------------------------------ |
| 1997 | MMMBop             | DE1 Platin · (18 Wo.)DE | AT1 Gold · (16 Wo.)AT | CH1 Gold · (25 Wo.)CH | UK1 Gold · (11 Wo.)UK | US1 Platin · (22 Wo.)US | Erstveröffentlichung: 15. April 1997 |
| 1997 | Where’s the Love   | DE52 (9 Wo.)DE | AT40 (1 Wo.)AT | CH24 (8 Wo.)CH | UK4 Silber · (12 Wo.)UK | — | Erstveröffentlichung: September 1997 |
| 1997 | I Will Come to You | DE36 (10 Wo.)DE | AT10 (12 Wo.)AT | CH9 (10 Wo.)CH | UK5 (9 Wo.)UK | US9 Gold · (20 Wo.)US | Erstveröffentlichung: September 1997 |
| 1998 | Weird              | — | — | — | UK19 (7 Wo.)UK | — | Erstveröffentlichung: März 1998      |
| 1998 | Thinking of You    | — | — | — | UK23 Silber · (9 Wo.)UK | — | Erstveröffentlichung: Mai 1998       |

## Rezeption
Nachwirkungen
Middle of Nowhere wird in der Presse immer wieder als Wegbereiter für weitere Teen-Pop-Acts wie Christina Aguilera, *NSYNC oder auch Britney Spears bezeichnet.
Preise
Middle of Nowhere wurde bei den Grammys als Record of the Year nominiert, konnte den Preis jedoch nicht gewinnen.

## Kommerzieller Erfolg

### Chartplatzierungen
| ChartsChartplatzierungen       | Höchstplatzierung | Wochen |
| ------------------------------ | ----------------- | ------ |
| Deutschland (GfK)              | 1 (17 Wo.)        | 17     |
| Österreich (Ö3)                | 2 (16 Wo.)        | 16     |
| Schweiz (IFPI)                 | 2 (22 Wo.)        | 22     |
| Vereinigte Staaten (Billboard) | 2 (58 Wo.)        | 58     |
| Vereinigtes Königreich (OCC)   | 1 (32 Wo.)        | 32     |

| ChartsJahrescharts (1997)    | Platzierung |
| ---------------------------- | ----------- |
| Deutschland (GfK)            | 37          |
| Österreich (Ö3)              | 22          |
| Schweiz (IFPI)               | 14          |
| Vereinigtes Königreich (OCC) | 61          |

### Auszeichnungen für Musikverkäufe
Das Album verkaufte sich laut Schallplattenauszeichnungen über 6,2 Millionen Mal.
| Land/Region                  | Auszeichnungen für Musikverkäufe (Land/Region, Auszeichnung, Verkäufe) | Verkäufe  |
| ---------------------------- | ---------------------------------------------------------------------- | --------- |
| Australien (ARIA)            | 5× Platin                                                              | 350.000   |
| Belgien (BRMA)               | Platin                                                                 | (50.000)  |
| Brasilien (PMB)              | Platin                                                                 | 250.000   |
| Deutschland (BVMI)           | Gold                                                                   | (250.000) |
| Europa (IFPI)                | Platin                                                                 | 1.000.000 |
| Finnland (IFPI)              | Gold                                                                   | (31.809)  |
| Frankreich (SNEP)            | 2× Gold                                                                | (200.000) |
| Hongkong (IFPI/HKRIA)        | Gold                                                                   | 10.000    |
| Kanada (MC)                  | 5× Platin                                                              | 500.000   |
| Mexiko (AMPROFON)            | Gold                                                                   | 100.000   |
| Neuseeland (RMNZ)            | 4× Platin                                                              | 60.000    |
| Niederlande (NVPI)           | Gold                                                                   | (50.000)  |
| Österreich (IFPI)            | Gold                                                                   | (25.000)  |
| Polen (ZPAV)                 | Gold                                                                   | (50.000)  |
| Schweden (IFPI)              | Platin                                                                 | (80.000)  |
| Schweiz (IFPI)               | Platin                                                                 | (50.000)  |
| Spanien (Promusicae)         | Gold                                                                   | (50.000)  |
| Vereinigte Staaten (RIAA)    | 4× Platin                                                              | 4.000.000 |
| Vereinigtes Königreich (BPI) | Gold                                                                   | (100.000) |
| Insgesamt                    | 11× Gold · 23× Platin ·                                                | 6.270.000 |